# NGC 6631
NGC 6631 ist ein offener Sternhaufen vom Trumpler-Typ II2m im Sternbild Schild.
Entdeckt wurde das Objekt am 12. Juli 1836 von John Herschel.